# Cantonul Arlanc
Cantonul Arlanc este un canton din arondismentul Ambert, departamentul Puy-de-Dôme, regiunea Auvergne, Franța.

## Comune
- Arlanc (reședință)
- Beurières
- Chaumont-le-Bourg
- Doranges
- Dore-l'Église
- Mayres
- Novacelles
- Saint-Alyre-d'Arlanc
- Saint-Sauveur-la-Sagne